# Мишкинский сельсовет
Мишкинский сельсовет — муниципальное образование в Мишкинском районе Башкортостана.
Административный центр — село Мишкино.

## История
Согласно Закону о границах, статусе и административных центрах муниципальных образований в Республике Башкортостан имеет статус сельского поселения.
В 2008 году в состав вошёл Ленинский сельсовет:
Закон Республики Башкортостан от 19.11.2008 г. № 49-З «Об изменениях в административно-территориальном устройстве Республики Башкортостан в связи с объединением отдельных сельсоветов и передачей населённых пунктов» гласит:

 "Внести следующие изменения в административно-территориальное устройство Республики Башкортостан:
35) по Мишкинскому району:
в) объединить Мишкинский и Ленинский сельсоветы с сохранением наименования «Мишкинский» с административным центром в селе Мишкино.
Включить село Ленинское, деревни Восход, Кигазытамаково, Новоключево Ленинского сельсовета в состав Мишкинского сельсовета.
Утвердить границы Мишкинского сельсовета согласно представленной схематической карте.
Исключить из учетных данных Ленинский сельсовет;

## Население
| 2002  | 2009  | 2010  | 2012  | 2013  | 2014  | 2015  |
| ----- | ----- | ----- | ----- | ----- | ----- | ----- |
| 7310  | ↗7500 | ↘7381 | ↗7507 | ↗7549 | ↗7556 | ↗7587 |
| 2016  | 2017  | 2018  |       |       |       |       |
| ↗7598 | ↗7685 | ↗7733 |       |       |       |       |

## Состав сельского поселения
| № | Населённый пункт | Тип населённого пункта       | Население |
| - | ---------------- | ---------------------------- | --------- |
| 1 | Мишкино          | село, административный центр | ↗6415     |
| 2 | Староваськино    | деревня                      | ↗529      |
| 3 | Ленинское        | село                         | ↘306      |
| 4 | Кигазытамаково   | деревня                      | ↘184      |
| 5 | Нововаськино     | деревня                      | ↗172      |
| 6 | Новоключево      | деревня                      | ↘154      |
| 7 | Восход           | деревня                      | ↗15       |
| 8 | Унур             | деревня                      | →0        |

## Известные уроженцы
- Кирей Мэргэн (11 июля 1912 — 24 января 1984) — башкирский писатель, учёный-фольклорист, литературовед, доктор филологических наук (1963), профессор (1965)[18][19].
- Фаизов, Фануз Фаизович (22 июня 1935 — 15 ноября 2009) — бурильщик Краснохолмского управления буровых работ производственного объединения «Башнефть», Герой Социалистического Труда (1981)[20][21].